# Spring Fever (1919)
Spring Fever is een Amerikaanse film uit 1919 onder regie van Hal Roach.

## Cast
| Acteur            | Personage |
| ----------------- | --------- |
| Harold Lloyd      |           |
| Snub Pollard      |           |
| Bebe Daniels      |           |
| George K. Arthur  |           |
| Ray Brooks        |           |
| Sammy Brooks      |           |
| Lige Conley       |           |
| Wallace Howe      |           |
| Bud Jamison       |           |
| Mark Jones        |           |
| Dee Lampton       |           |
| Gus Leonard       |           |
| Fred C. Newmeyer  |           |
| E.J. Ritter       |           |
| Charles Stevenson |           |
| Noah Young        |           |